# مورچه‌هراسی
مورچه‌هراسی یا میرمکوفوبیا (به انگلیسی: Myrmecophobia) (φόβος) یک هراس غیرقابل توضیح از مورچه‌ها است. این هراس نوعی از هراس‌های ویژه است. کسانی که از میرمکوفوبیا رنج می‌برند، معمولاً ترس بیشتری از حشرات دارند که چنین وضعیتی به عنوان انتوموفوبیا شناخته می‌شود. این هراس می‌تواند خود را به روش‌های مختلفی نشان دهد، مانند ترس از آلوده شدن مواد غذایی توسط مورچه‌ها یا ترس از تهاجم تعداد زیادی مورچه به خانه. اصطلاح myrmecophobia از یونانی μύρμηξ، myrmex به معنای «مورچه» و φόβος، phóbos، «هراس» گرفته شده‌است.

## فوبیا یا ترس از حشرات چیست؟
فوبیا یا ترس از حشرات یک ترس شدید و غیرمنطقی از حشرات و سایر بندپایان مانند عنکبوت و عقرب است. این ترس می تواند صرفاً با حضور یک حشره یا حتی با فکر یا تصویر یک حشره ایجاد شود. افراد مبتلا به این فوبیا اغلب اضطراب شدید، حملات پانیک و تمایل شدید برای اجتناب از موقعیت هایی که ممکن است با حشرات مواجه شوند را تجربه می کنند. برای مثال آنها ممکن است از پیاده روی یا ورزش در بیرون اجتناب کنند و ممکن است از رویدادهای خارج از منزل دوری کنند. برخی از افراد ممکن است برای کاهش شانس دیدن حشرات از خانه خود خارج شوند. فوبیا نوعی اختلال اضطرابی است که شامل ترس شدید از یک شی، رویداد یا موقعیت هستند. ترس با آسیب احتمالی زندگی واقعی ناشی از یک رویداد یا موقعیت، تناسب ندارد. صدها اختلال فوبی خاص مانند حشره هراسی وجود دارد. در حشره هراسی، یک شی خاص (حشرات) منجر به واکنش ترسناک می شود.
تماس با مرکز سمپاشی هوپاد

## علت های فوبیا یا ترس از حشرات
علل دقیق فوبیا یا ترس از حشرات هنوز به طور کامل شناخته نشده است. با این حال، عوامل متعددی ممکن است در ایجاد این فوبیا نقش داشته باشند، از جمله: 
1. تجارب تروماتیک: ممکن است فرد پس از تجربه یک رویداد آسیب زا که شامل حشرات است، مانند گاز گرفتن یا نیش زدن، از حشرات ترس داشته باشد. به عنوان مثال، شما یا شخصی از آشنایانتان ممکن است به دلیل تجربه آسیب زا برخورد با حشرات دچار ترس شدید نسبت به حشرات شود.
2. رفتار آموخته شده: فوبیا را می توان از طریق مشاهده یا با شنیدن تجربیات منفی دیگران یا ترس شدید والدین به فرزاندان منتقل کرد. دیدن یک فرد مبتلا به انتوموفوبیا یا شنیدن صحبت های یک نفر در مورد ترس او از حشرات می تواند باعث شود که شما همان این فوبیا را داشته باشید.
3. ژنتیک: برخی از مطالعات نشان می‌دهند که استعداد ابتلا به اضطراب و فوبیا ممکن است ارثی باشد. اگر یکی از بستگان نزدیک یا والدین مبتلا به اختلال فوبیا یا اختلال اضطراب داشته باشید، خطر ابتلا به آنتوموبیا افزایش می یابد. اگر جهش ژنی خاصی داشته باشید، ممکن است نسبت به افراد دیگر مضطرب تر باشید.
4. تأثیرات فرهنگی و اجتماعی: باورهای فرهنگی و نگرش های اجتماعی نسبت به حشرات نیز می تواند در ایجاد این فوبیا نقش داشته باشد.
5. تحریکات محیطی: برخی افراد دچار خارش پوست ناشی از گرده، کپک یا آلرژن های خانگی هستند. پوست تحریک شده مداوم ممکن است فرد را به سرزنش حشرات وادارد.[۱]

## ترس از حشرات یا حشره هراسی چقدر شایع است؟
به سختی می توان دقیقاً دانست که چند نفر دارای فوبیای خاص مانند حشره هراسی هستند. بسیاری از افراد ممکن است این ترس را در خود نگه دارند یا ممکن است تشخیص ندهند که آن را دارند. ما می دانیم که از هر 10 بزرگسال آمریکایی، 1 نفر و از هر 5 نوجوان، 1 نفر در مقطعی از زندگی خود با یک اختلال فوبیایی خاص مواجه می شوند.

### فرد مبتلا به حشره هراسی از چه چیزی می ترسد؟
فردی که مبتلا به حشره هراسی است ممکن است از: 
1. نیش زدن یا نیش زدن توسط حشره ای مانند زنبور، زنبور یا کنه.
2. برخورد با حشرات، چه در فضای باز و چه در داخل خانه.
3. ابتلا به بیماری از یک حشره مانند مگس یا پشه.وجود حشرات در خانه یا بدنشان.
4. مشاهده تصاویر حشرات در برنامه های تلویزیونی، فیلم ها، کتاب ها یا آنلاین. [۱]

### علائم فوبیا یا ترس از حشرات
علائم فوبیا یا ترس از حشرات می تواند از فردی به فرد دیگر متفاوت باشد و ممکن است از خفیف تا شدید متغیر باشد. علائم رایج عبارتند از:    
- اضطراب یا هراس شدید: در مواجهه با یک حشره یا موقعیتی که یک حشره در آن حضور دارد، افراد مبتلا به این فوبیا ممکن است ضربان قلب سریع، تنگی نفس، لرزش یا احساس عذاب قریب الوقوع را تجربه کنند.
- رفتارهای اجتنابی: افراد مبتلا به ترس از حشرات ممکن است برای اجتناب از موقعیت هایی که ممکن است با حشرات مواجه شوند، مانند ماندن در خانه یا امتناع از شرکت در فعالیت های بیرون از خانه، تلاش زیادی کنند.
- واکنش‌های فیزیکی: برخی از افراد ممکن است واکنش‌های فیزیکی مانند تعریق، حالت تهوع یا سرگیجه را نسبت به ترس خود تجربه کنند. لرزش بدن و … باشد
- ناراحتی عاطفی: ترس از حشرات می تواند باعث ناراحتی عاطفی قابل توجهی شود و در زندگی و عملکرد روزمره اختلال ایجاد کند.

معرفی خدمات
سمپاشی منازل شما با بهترین سموم  و تضمین 

### چه کسانی در معرض خطر انتوفوبیا هستند؟
اگر پیش از این مبتلا به آنتوموفوبیا یا نوع دیگری از اختلال فوبیای خاص بوده اید، احتمال بیشتری وجود دارد که به آن مبتلا شوید.
ترس از حشرات ممکن است اکتسابی باشد و از والدین به فرزندان داده شود. والدینی که با این مشکل روبرو هستند بهتر است با مشورت پزشک  و مشاور خود سعی کنند این ترس را به کودک خود منتقل نکنند.

### چه فوبیاهای دیگری با انتوموفوبیا مرتبط هستند؟
- آپوفوبیا یا ملیسافوبیا (ترس از زنبورها).
- عنکبوت هراسی (ترس از عنکبوت).
- هلمینتروفوبیا، اسکولزوفوبیا یا ورمی فوبیا (ترس از کرم ها).
- کاتساریدوفوبیا (ترس از سوسک ها).
- ترس از مورچه ها (ترس از مورچه ها).
- ترس از پرواز (ترس از مگس).[۱]

## انواع حشرات محرک فوبیا
در حالی که افراد مبتلا به ترس از حشرات ممکن است توسط هر نوع حشره تحریک شوند، برخی از حشرات بیشتر با فوبیا مرتبط هستند. این شامل: 
- ترس از سوسک ها: دیدن سوسک می تواند به ویژه برای افرادی که از حشرات ترس ندارند هم ناراحت کننده باشد، زیرا اغلب با ناپاکی و بیماری همراه هستند.
- زنبورها و زنبورها: ترس از نیش زدن توسط زنبور یا زنبور یک فوبی رایج است که می تواند باعث شود افراد از فعالیت های خارج از منزل خودداری کنند.عنکبوت ها: اگرچه از نظر فنی حشرات نیستند، عنکبوت ها اغلب در بحث های مربوط به فوبیا از حشرات و دیگر موجودات کوچک گنجانده می شوند. آراکنوفوبیا یا ترس از عنکبوت ها یکی از رایج ترین فوبیاهای خاص است.
- ترس از مورچه و...

## محرک های انتوموفوبیا چیست؟
مطالعه بیشتر
سمپاشی تخصصی زنبور ها 
هر چیزی که به حشرات مربوط می شود، ممکن است منجر به انتوموفوبیا شود. محرک های انتوموفوبیا شامل دیدن یا فکر کردن در مورد حشرات است:
- در فضاهای عمومی مانند پارک ها، زمین های بازی یا پیاده روها.
- داخل خانه شما یا شخص دیگری.
- در برنامه های تلویزیونی، فیلم، کتاب یا به صورت آنلاین.
- رویارویی با حشرات در حالی که بیرون می روید و به سمت ماشین خود می روید.

## ترس از حشرات چگونه تشخیص داده می شود؟
اگر انتوموفوبیا بر زندگی شما تاثیر می گذارد، ارائه دهنده خدمات درمانی ممکن است پیشنهاد کند که شما یک متخصص بهداشت روانی مانند یک روانشناس را ببینید.  یک روانشناس ممکن است پس از پرسیدن علائم شما را تشخیص دهد. 
همچنین یک روانشناس در جلسات متعدد می‌تواند به شما کمک کند که ترس خود از حشرات کمتر کنید یا راه هایی به شما پیشنهاد دهد که علاپم مواجه با ترس و اضطراب را بتوانید کنترل کنید. روانشناس شما برای کمک به شما نیاز به انجام ارزیابی هایی مانند موارد زیر دارد:
- ارزیابی کامل علائم: ارائه‌دهنده مراقبت‌های بهداشتی در مورد ماهیت و شدت ترس و همچنین علائم یا رفتارهای مرتبط سؤال می‌کند.
- مروری بر تاریخچه پزشکی و روانپزشکی: ارائه دهنده ممکن است در مورد هر گونه تجارب تروماتیک گذشته یا سایر فوبیا بپرسد.
- معاینه فیزیکی: در برخی موارد، معاینه فیزیکی ممکن است برای رد هر گونه شرایط پزشکی زمینه‌ای که می‌تواند به علائم کمک کند، ضروری باشد.

## تکنیک های دیگر برای غلبه بر انتوموفوبیا

##### ۱- مواجهه درمانی
مواجهه درمانی یکی از درمان های اصلی برای انتوموفوبیا است. در طول مواجهه درمانی ، یک متخصص سلامت روان شما را با موقعیت ها و تصاویری آشنا می کند که ممکن است علائم شما را تحریک کنند. آن ها به تدریج به شما کمک می کنند تا واکنش خود را مدیریت کنید. بیشتر افراد مبتلا به فوبیاهای خاص پس از دریافت این نوع درمان بهبود علائم خود را می بینند.
در طول مواجهه درمانی با تکنیک های زیر برا مواجه های بعدی آماده می‌شوید:
- تکنیک های تمدد اعصاب و تنفس
- صحبت در مورد ترس خود  از حشرات
- دیدن حشرات در محیط کنترل شده

به تدریج به وضعیتی می رسید که ممکن است حشراتی را در پارک یا جنگل و … ببینید و هیچ مشکلی با آن ها نداشته باشید.

##### 2- درمان رفتاری - شناختی
درمان های رفتاری –  شناختی به شما کمک می کند تا نحوه دیدن و واکنش خود را نسبت به اشیا و موقعیتهایی که باعث بروز علائم می شوند، تغییر دهید بسیاری از ارائه دهندگان مراقبت های بهداشتی از سی بی تی  همراه با درمان نوردهی استفاده می کنند.

##### 3- مصرف دارو
داروهایی که به علائم فیزیکی اضطراب کمک می کنند، ممکن است به طور موقت علائم انتوموفوبیا را در شرایط خاص کاهش دهند. داروهای ضد افسردگی نیز می توانند به کاهش اضطراب کلی کمک کنند.
یوگا و مدیتیشن: یک تمرین منظم یوگا می تواند به شما در آرامش و کاهش سطح استرس کمک کند. مدیتیشن به شما کمک می کند تا بر تنفس خود تمرکز کنید و بدن خود را آرام کنید تا حملات وحشت را کاهش دهید.

##### 3- هیپنوتراپی
ارائه دهندگان از تکنیک های آرام سازی هدایت شده و توجه متمرکز برای کمک به تغییر درک شما از حشرات استفاده می کنند. همچنین ارائه دهندگان می توانند از هیپنوتیزم درمانی برای یافتن علت اصلی ترس از حشره شما استفاده کنند.

## عوارض ترس از حشرات یا درمان نکردن آن
فوبیای شدید می تواند تاثیر زیادی بر زندگی روزمره شما داشته باشد. ممکن است نخواهید بیرون بروید، دوستانتان را در پارک ملاقات کنید یا فرزندانتان را به زمین بازی ببرید. فکر کردن به دیدن یک حشره هنگام خروج از خانه می تواند باعث اضطراب شدید شود. ممکن است تصمیم بگیرید که اصلا از خانه خارج نشوید.
برخی از افراد مبتلا به انتوموفوبیا حملات وحشت زدگی دارند. این حملات می توانند منجر به ضربان قلب تند و درد قفسه سینه غیر قلبی یا علائم حمله قلبی شوند. حملات وحشت کنترل نشده و نگرانی مداوم می تواند منجر به اختلال وحشت شود.

## نتیجه گیری
فوبیا یا ترس از حشرات یک ترس شدید و غیرمنطقی از حشرات و سایر موجودات مفصلی مانند عنکبوت‌ها و عقرب‌ها است. این ترس می‌تواند به وسیله حضور حشره یا حتی فکر یا تصویر یک حشره فعال شود. افراد مبتلا به این فوبیا اغلب اضطراب شدید، حملات هراس و تمایل قوی به اجتناب از موقعیت‌هایی که ممکن است با حشرات روبرو شوند را تجربه می‌کنند.